# Sublunary Tragedies
A Sublunary Tragedies a Thy Catafalque első albuma, amely 1999 végén jelent meg a budapesti KaOtic Productions kiadásában.

## Dalok
1. Erdgeist
2. Ashesdance
3. Triumph Lightless
4. Come Lateautumn Rains
5. Via Millennia
6. Rota Mundi
7. Static Continuance

## Közreműködők
- Kátai Tamás - ének, billentyűs hangszerek, programok
- Juhász János - gitár

Vendégek
- Oláh Noémi - ének
- Kakulya Gabriella - narráció

## Külső hivatkozások
- Thy Catafalque MySpace oldal
- Encyclopaedia Metallum - Sublunary Tragedies infólap